# メタルギア2 ソリッドスネーク
『メタルギア2 ソリッドスネーク』（メタルギアツー ソリッドスネーク、METAL GEAR 2: SOLID SNAKE）は、1990年7月20日にコナミからMSX2向けに発売されたゲームソフト。コナミによるMSXオリジナル作品としては本作が最終リリースとなった。
メタルギアシリーズの2作目であり「MG2」と略されるが「メタルギア2」ではなく「ソリッドスネーク」が正式タイトルである。

## 概要
前作では“前しか見ていない”敵兵士であったが今作では敵兵の視界が広がり、トラップ(罠）として足音が鳴る床などの仕掛けや、システム面でもトラックの下などに隠れられる匍匐操作、敵兵に発見された状態である“危険”から“回避”のモード移行など、後の続編であるPlayStation版『メタルギアソリッド』に繋がるアイデアが数多く採用されているなど、総合的な完成度ではコナミのMSXゲームの最後を飾るにふさわしく最高傑作との呼び声も高い。
当時コナミ宛てのファンレターは、アーケード、ファミコン、MSXに分類されて閲覧できるようになっており、MSXゲーム部門はその出荷数が他機種に比べて少なかったにもかかわらずファンレターの数が多く、MSXチームはそれを心の支えに頑張ったと後に小島は『MSXマガジン永久保存版3』のインタビューで語っている。
2004年10月1日に携帯アプリとして復刻版がコナミネットDXで配信されている。2005年12月22日発売のPlayStation 2用ソフト『メタルギアソリッド3 サブシスタンス』と、2011年11月23日にPlayStation 3とXbox 360、2012年6月28日にPlayStation Vitaで発売された『メタルギアソリッド HDエディション』には、前作『メタルギア』と共に復刻版が収録されている。日本国外ではMSX2版が発売されなかったため、復刻版によって初めてプレイが可能になった。2010年3月30日からはWiiのバーチャルコンソールでも配信された。

## システム
前作同様に主人公の任務は「極秘潜入」である。敵兵に見つからないようにマップを探索し、マップ内にいくつか設けられたチェックポイントに到達することでシナリオを進めていく。ただし、チェックポイントの一部には、任務を妨害するボスキャラクターが配置されており、この場合はボスキャラクターを撃破することでシナリオが進行する。
主人公ソリッド・スネークには体力を示すLIFEゲージがある。LIFEゲージは敵の攻撃や敵兵を含む一部の障害物との接触、子供を殺害、ガス室内や水中への長期滞在によって減少。回復アイテムである「レーション」を装備していない状態でLIFEゲージをすべて失うか、落とし穴などの即死トラップにはまるとゲームオーバーになる。
コナミの「新10倍」に対応
MSX2版は、「コナミの新10倍カートリッジ」通称「新10倍」と呼ばれるコナミ製のMSX用ユーティリティソフトに対応しており、2スロット搭載機種にて本作と「新10倍」の両方を差し込んで起動することで、「新10倍」内部のバックアップ用SRAMにゲームデータを保存可能。
これ以外では、2DD規格のフロッピーディスクやカセットテープへのデータセーブが可能なほか、手間はかかるものの「パスワード入力によるゲームの再開」も可能となっていた。のちに登場する復刻版では（携帯やメモリーカードなどの）内蔵メモリへのセーブが標準的になっているので、これらの煩雑さは解消されている。
その他前作からの追加・変更点は以下の通り。
- 無線通信画面ではスネークに加えて、通信相手のフェイスグラフィックが表示されるようになった。
- 新たに匍匐前進が可能になり、構造物や車両下部の隙間に隠れることが可能（画面上下方向に限る）。
- 敵兵の視界が45度に広がり、首振りや聴覚による索敵・追跡も実行可能。
- 壁などをパンチして物音を立てる、金網の上を通ると足音が鳴る、など「聴覚」に関係するギミックが初登場。
- プレイヤーのいる画面を中心に3×3画面分、マップと敵兵の位置を確認できる「動体反応レーダー」が登場[3]。
- 敵の警戒レベルが「潜入・危険・回避」の3つのモードに細分化され、敵兵の行動パターンに「物音モード」が導入された。
- 「階級」システムは削除。
- 主人公のLIFEゲージ、および携行可能なアイテム数の上限は「ボスキャラクターを倒す」ごとに増えていく。
- タップコードと呼ばれる北ベトナムの捕虜収容所（ハノイ・ヒルトン）で使われていた通信方法が登場。物音を利用した暗号であり、プレイヤーによる解読が求められる[注 5]。
- レーションのように周囲の温度の影響を受けたり、ブローチのように意図的に利用して変化させて使うアイテムが初登場。
- 敵兵に発見された場合のモード変化。
  - 敵に発見されると動体反応レーダー上に「危険」の文字が上書きされて危険モードに移行する。危険モードではレーダーが使用不能になり、プレイヤーを殺害すべく敵兵が殺到し、倒されても一定数まで自動的に補充される。
  - 一定数の敵兵を排除するか「一人も敵兵がいない画面」に移動すると、レーダー上の文字が「回避」に変化して回避モードに移行。依然としてレーダーは使用できず、さらに2人の追っ手が追跡してくる。この2人を両方とも排除するか、画面右上の制限時間がゼロになるまで敵兵から隠れ続けるか、最後に見つかった画面から2画面以上移動すると通常の潜入モードに戻ることができる。

## ストーリー
ザンジバーランド騒乱
1990年代後半、核の脅威の時代は終焉を告げた。米中ソ等の大国間を始め、各地の地域紛争も和解・緩和に向かい、世界は安定の時代を迎えようとしていた。そんな折、中東のソ連、中国、中近東に隣接するザンジバーランドに新たな軍事政権が樹立。ザンジバーランドは世界各地の廃棄用核兵器貯蔵庫を襲撃し、世界唯一の核武装を遂げた後、隣国への無差別侵攻を開始、世界に再び核の脅威が訪れようとしていた。
一方、30年は持つとされていた世界の石油だが、代替エネルギーが得られぬまま石油資源の枯渇が到来し、世界は深刻なエネルギー危機に直面していた。そんな中、チェコの生物学者のキオ・マルフ博士により、高純度の石油を精製する微生物「OILIX」が発明され、世界はOILIXを巡り再び緊張と混沌の状態へ移行した。博士はアメリカの学会に出席する為に渡米するが、途中ザンジバーランドによって拉致される。ザンジバーランドは核とOILIXによる軍事優位の確保を試みたのである。わずか数ミクロンの微生物が世界を動かそうとしている。
アウターヘブン蜂起から4年後の1999年12月24日。キオ・マルフ博士を救出し、世界を核の脅威から守るため、再びソリッド・スネークはザンジバーランドに単身潜入を開始する。

## 登場人物

### 主人公と協力者
ソリッド・スネーク
本作の主人公。4年前にアウターヘブンをたった一人で陥落させた英雄だが、事件後はFOXHOUNDを除隊してCIAに移籍。しかし半年で退職し、カナダの奥地で療養生活を送っていた。今回の事件に際し、ロイ・キャンベルの要請で再び召集され、ザンジバーランドの調査とマルフ博士の保護の為に潜入する。
ロイ・キャンベル
FOXHOUND総司令官。副司令官であったが、前作の事件の後でビッグ・ボスの後任となる形で昇格した。階級は大佐。今回の作戦司令官を務め、無線でスネークをサポートする。
ホーリー・ホワイト
騒乱1カ月前に先に潜入していたアメリカの女性で、フリーの国際ジャーナリスト。フランス人の母とイギリス人の父の間に生まれる。アフガン問題でピューリツァー賞を受賞し、KTVのドキュメンタリー『知られざる血流』でもグラミー賞を受賞している。また、『デイペッシュ・ヴォーグ』の専属モデルとして活躍していたという多彩な面を持つが、彼女の地位と名誉を最大限に生かすのは諜報活動を行うCIAの秘密工作員（アンダー・カヴァー）としての活躍である。取材の形でザンジバーランドへ潜入し、スネークを無線サポートする。一度捕らえられてしまうがスネークに救出される。
脱出後にスネークと食事の約束をするが、すぐにスネークはアラスカへと失踪してしまい、すっぽかされたことを嘆く。
マクドネル・ミラー
FOXHOUNDのサバイバル教官。隊員達からは敬意を込めて「マスター・ミラー」と呼ばれている。今回の作戦では無線を通じて、スネークに心理的な助言やサバイバル技術、科学的な知識に基づくアドバイスを送る。
ヨゼフ・ノルデン（復刻版ではヨハン・ヤコブセン）
動物学者であり、国際動物保護官としても知られる。若いころにグリーンピースに参加したことがある。サイエンス・マガジン「マックスウェル」の生物顧問も務める。ペトロヴィッチ博士と大学時代の旧友。現在、国際動物愛護協会副会長を務める。中近東の砂漠生息生物の研究のため、ザンジバーランド付近に来ている。ファーストフードが大好き。
ジョージ・ケスラー
アメリカ人。南アフリカ傭兵部隊、フランス外人部隊などの世界各地の様々な傭兵部隊に参加。「ザンジバー独立戦争」、俗に言う「傭兵戦争」に於いて右大腿部を負傷、傭兵生命を失う。その後一時はネゴシエイターとして働くが、戦場での知識と経験を活かして戦争情報屋となる。極短期間ではあるが、FOXHOUNDで兵器顧問として働いたこともあり、現状で彼の知らない傭兵はいないとされる。逆に彼を知らなければ一流の傭兵として認められないとさえ言われている。また、スネークを「伝説の傭兵」と世間に謳わせたのも彼である。
ナターシャ・マルコヴァ（復刻版ではグスタヴァ・ヘフナー）
元プロフィギュアスケート選手。世界選手権、オリンピックでは「氷の妖精」と言われ、連続優勝の経験を持つ。カルガリーオリンピックで知合った西側の人間、フランク・イェーガーの恋人となるが、冷戦下故に選手権を剥奪され、彼女は亡命のチャンスを掴むためにSTB（チェコ国際秘密警察）の秘密工作員に身を投じる。「マルフ博士のアメリカ訪問」を護衛中、博士と共にザンジバーランドに拉致される。
敵兵に偽装して潜伏中にスネークと合流し、マルフ博士の救出のために一時行動を共にするが、グレイ・フォックスが操るメタルギア改Dによるミサイル攻撃で致命傷を負ってしまう。死の間際、スネークにドアを開けるカード6とブローチを託し、グレイ・フォックスの本名とされる「フランク」の名を呟いて息絶える。
キオ・マルフ
チェコの科学者兼バイオテクノロジーの専門家。家族は無く、心臓に障害がある。東側でバイオマスによる農薬改革計画の研究を行っていたが、実験中に偶然「OILIX」の原型を発見し、改良を重ねて世界中の脚光を浴びた。また、コンピュータ・ゲーム・マニアとしても有名で、様々な雑誌に自作ゲームを投稿して高い評価を得ていた。アメリカでの 「国際エネルギー問題大会」に出席するために渡米するが、途中ザンジバーランドによって拉致される。チェコ語しか話せないため、スネークとの直接のコミュニケーションは不可能。「OILIX」の設計図を記したマイクロフィルムをMSXのカートリッジに隠し、鍵の掛かったロッカーにしまい込んでいた。スネークが到着した時には既に死亡していたが、マッドナーにロッカーの鍵の在り処を問い詰められ、最後まで口を割らなかったが故に殺されていた。
ドラゴ・ペトロヴィッチ・マッドナー
東側の天才科学者であり、ロボットロジーの専門家。前作ではアウターヘブンにてメタルギア開発を強要されていたがスネークに救出され、破壊方法を教えた。今作では学会仲間であるマルフ博士のアメリカ訪問に同行していた際にザンジバーランドに拉致され、再びメタルギア開発を強要されていた。再会したスネークに情報を提供する。娘のエレンがスネークのファンになってしまい、なかなか結婚しようとしないのが悩みだという。
しかし終盤、実はビッグ・ボスと手を組んでいたことが発覚。前作の事件にてアウターヘブンから救出されたものの、西側では自身のメタルギア構想が危険思想として拒絶され、「狂気の学者」として学会から疎外された末に忘れられてしまった。そうして学会に対する不満を募らせていた矢先にザンジバーランドより二重スパイの話を持ち掛けられ、東西の最新科学をザンジバーランドに流していた。その後、マルフ博士の誘拐を裏で手引きし、スネークのと行動中にもグレイ・フォックスに連絡してナターシャ（グスタヴァ）の死を招いた。終盤にはマルフ博士から「OILIX」の設計図が隠されたロッカーの鍵の在り処を聞き出そうとするも殺害してしまい、スネークの持つ鍵を奪うべく背後から首を絞める。しかしスネークの決死の機転で撃退され、最後は「娘のため」にスネークにメタルギアの破壊方法を教えた。
今作では死亡したかのように描かれているが、後年の『メタルギアソリッド4』にて生存が判明する。
チャーリー
スネークの回収任務を受けたヘリコプターの乗員。

### ザンジバーランド
ブラック・カラー（復刻版ではブラック・ニンジャ）
薬物で極限まで身体能力を高めた肉体に、フレックス・アーマーを纏ったハイテク忍者。NASAの極秘プロジェクト「対地球外環境特殊部隊」出身。あまりにも危険な存在として取り沙汰されたため、部隊はデビュー前に解散。一部の隊員が武装逃亡、ザンジバーランドに亡命する。
その正体は前作でスネークに協力したレジスタンスのリーダーであるカイル・シュナイダー。スネークがアウターヘブンを脱出した後、自身を含むレジスタンスは本国から見捨てられ、アウターヘブンは爆破装置で爆破された後にNATO軍による大規模な空爆を受け、大勢の仲間が息絶える中でビッグ・ボスに命を救われていた。そしてスネークに対し、個人的に借りはあっても恨みはないとし、彼にマルフ博士の居場所についてヒントを言い遺し息絶える。
ランニング・マン
昔はバルセロナオリンピックで名を馳せた短距離ランナー。100mを9秒69で走る。ドーピングにより選手生命を絶たれ傭兵となる。後にヨーロッパのテロリズムに参加する。爆薬技術に精通し、超人的な足の速さを活かして自身を囮として追わせ、追跡者を道中に仕掛けたブービートラップで葬る戦術を得意とする。フランスでは過激テログループのLES ENFANTS TERRIBLES（恐るべき子供達）のサブリーダーを務めたこともある。SEK（西ドイツ国内テロ特殊部隊）の間では「ランニングマン」として恐れられている。スネークに敗北後、「チーターが蛇に負けた」の言葉を残し息絶える。
ウルトラボックス（復刻版ではフォー・ホースメン）
密室専門の暗殺部隊。元SAS、GSG-9（グルンツシュッツグルッペ）、UDT（水中爆破工作チーム）のエリートたちの集まり。エレベーターの加重力を利用する。
レッド・ブラスター
旧ソ連のルムンバ大学で特殊工作まで学んだ暗殺専門エリート。スペツナズ（ソ連陸軍特殊部隊）を経て爆発物による破壊工作を得意とし、グレネードの名手でもある。
プレデター（復刻版ではジャングル・イーブル）
元偵察（レックス）コマンド部隊出身のハンター。アンブッシュの専門家でジャングルでのゲリラ戦を得意とし、ベトナムや南イエメンではたった一人で2個中隊を全滅させたといわれている。
ナイトサイト（復刻版では、ナイト・フライト）
北ベトナムでグリーンベレー以上にジャングル戦に長けたといわれる伝説のゲリラ部隊「ウィスパーズ」の生き残り。完全無音の銃（ウェイ・ション・ショウ・チャン）で攻撃してくる。最新のカモフラージュシステムにより、特殊装置を用いても目視することはほぼ不可能。
グレイ・フォックス
元FOXHOUND隊員で、最高の称号「FOX」を持つ戦士。前作の事件ではスネークをサポートしたが、今回はビッグ・ボスの腹心としてザンジバーランドに参加した。
ビッグ・ボス
元FOXHOUND総司令官であり、ザンジバーランドの統率者。アウターヘブン陥落後は行方をくらましていたが、アウターヘブンで生き残った優秀な兵士達を何人か救出し、新たにザンジバーランドを築いた。

## 移植版
英語版については前作『メタルギア（MSX2版）』はコナミが翻訳した英語版が欧州で発売されたが、本作は未発売で有志が作成したROMパッチが存在したものの、正規の英語版は『メタルギアソリッド3 サブシスタンス』に収録されたMSX2復刻版まで待たねばならなかった。
MSX2版の人物グラフィックは実在の俳優をモデルにした写実的なものだったが、携帯版、PS2版およびWii バーチャルコンソール版では、新川洋司によって全キャラクターの顔が描き直された。このうち、『メタルギアソリッド』に登場したキャラクターはそちらでの容姿が元になっており、MSX2版とは全く違うイメージとなったキャラクターもいる。また一部キャラクターの名称が変更された。
ほかMSX2版では｢ミノフスキー粒子｣という台詞があったが、移植版では｢妨害電波｣に変更されている。